# Юбилейные издания
Юбилейные издания — особая категория книг. Обычно такие издания выпускаются к каким-нибудь памятным и знаковым датам — как общемировым и общенациональным, так и к юбилеям и круглым датам организаций, людей и т.п. Как правило, такие книги содержат обобщённые ценные сведения о том или другом персонаже, группе лиц, истории появления и развития той или другой организации, города, области — любого населённого пункта, вплоть до целого государства.
Главная особенность — информативность. Они отражают всю историю, часто по годам, как справочник, но в то же время содержат редкие и уникальные материалы. Часто юбилейные издания выходят маленькими тиражами и распространяются только среди заинтересованных лиц.